# Nannobrachium wisneri
Nannobrachium wisneri és una espècie de peix de la família dels mictòfids i de l'ordre dels mictofiformes.

## Morfologia
- Els mascles poden assolir 8,8 cm de longitud total.
- Nombre de vèrtebres: 36-38.[4]

## Hàbitat
És un peix marí i d'aigües profundes que viu entre 600-650 m de fondària.

## Distribució geogràfica
Es troba als oceans Índic, Atlàntic i Pacífic.